# Csilla Bátorfi

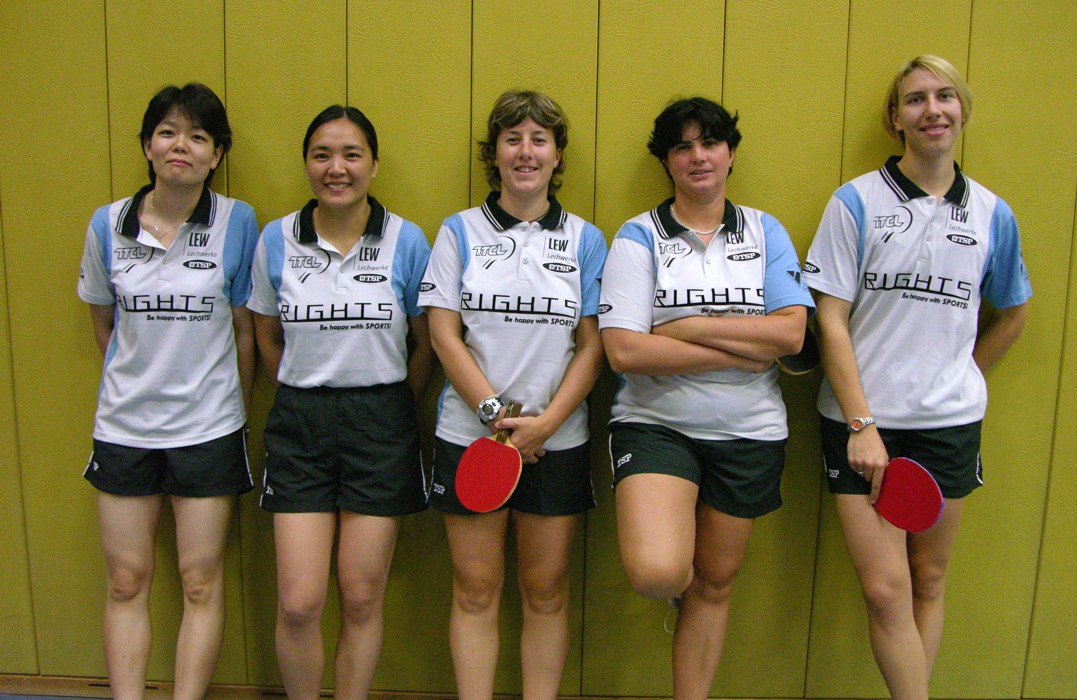
Bátorfi (tweede van rechts) met de vrouwenploeg van TTC Langweid 2006. V.l.n.r. Aya Umemura, Ding Yaping, Krisztina Tóth, Bátorfi en Katharina Schneider

Csilla Bátorfi (Szombathely, 3 maart 1969) is een Hongaars tafeltennisster die in 1986 Europees kampioen werd. Tevens won ze in 1987, 1992 en 2001 de Europa Top-12, waarvan ze in 1989 (tegen Olga Nemes) en 1996 (tegen Ni Xia Lian) verliezend finaliste was.

## Loopbaan
Bátorfi leerde vanaf haar negende tafeltennissen van haar vader István, die zelf nog in de Duitse 2. Bundesliga speelde. Ze werd Hongaars kampioen enkelspel in 1990, 1992 en 1993 en won tien keer de nationale dubbelspeltitel. Bátorfi werd aan de zijde van haar broer Zoltán in 1993 Hongaars kampioen gemengd dubbel.
Bátorfi speelde in clubverband onder meer in de Duitse Bundesliga voor ATSV Saarbrücken, waarmee ze in 1985 de Europese ETTU Cup won. Ze nam deel aan in totaal dertien WK's en elf EK's. Voor Hongarije nam Bátorfi deel aan de Olympische Spelen van 1988, 1992, 1996, 2000 en 2004.
Bátorfi werd in 1992 speelster-trainster van TTC Langweid. In die functie werd ze zeven keer landskampioen met de Duitse club, won ze driemaal de Europa Cup I en in 1995, 1996 en 1999 de ETTU Cup. In 1997 werd er ter ere van haar een straat in Langweid am Lech de Csilla-Batorfi-Weg genoemd. Bátorfi verliet Duitsland in 2007 en vertrok naar Italië.

## Erelijst
Belangrijkste resultaten:
- Europees kampioen enkelspel 1986
- Europees kampioen dubbelspel 1988 (met Edit Urbán), 1990 (met Gabriella Wirth), 1994 en 2000 (beide met Krisztina Tóth)
- Europees kampioen gemengd dubbel 1994 (met Zoran Primorac)
- Winnares Europa Top-12 1987, 1992 en 2001
- Brons WK-landenploegen 1987 (met Hongarije)
- Brons World Team Cup 1995 (met Hongarije)
- Hongaars kampioen enkelspel 1990, 1992 en 1993
- Hongaars kampioen dubbelspel 1985 (met Zsuzsa Oláh), 1988, 1989 (met Edit Urbán), 1991 (met Gabriella Wirth), 1992 (met Éva Braun), 1994, 1995, 1996, 1998 en 1999 (met Krisztina Tóth)
- Hongaars kampioen gemengd dubbel 1993 (met Zoltán Bátorfi)

ITTF Pro Tour:
- Winst dubbelspel Kroatië Open 1998 (met Krisztina Tóth)
- Winst dubbelspel Qatar Open 1999 (met Krisztina Tóth)
- Winst dubbelspel Duitsland Open 1999 met (met Krisztina Tóth)
- Winst dubbelspel Chili Open 2004 (met Krisztina Tóth)
- Winst dubbelspel Brazilië Open 2004 (met Krisztina Tóth)